# Сассекс (Нью-Джерсі)
Сассекс (англ. Sussex) — місто (англ. borough) в США, в окрузі Сассекс штату Нью-Джерсі. Населення — 2024 особи (2020).

## Географія
Сассекс розташований за координатами 41°12′35″ пн. ш. 74°36′24″ зх. д. / 41.20972° пн. ш. 74.60667° зх. д. (41.209859, -74.606535).  За даними Бюро перепису населення США в 2010 році місто мало площу 1,60 км², з яких 1,53 км² — суходіл та 0,08 км² — водойми.

### Клімат
| Клімат : Сассекс                      | Клімат : Сассекс | Клімат : Сассекс | Клімат : Сассекс | Клімат : Сассекс | Клімат : Сассекс | Клімат : Сассекс | Клімат : Сассекс | Клімат : Сассекс | Клімат : Сассекс | Клімат : Сассекс | Клімат : Сассекс | Клімат : Сассекс | Клімат : Сассекс |
| Показник                              | Січ.             | Лют.             | Бер.             | Квіт.            | Трав.            | Черв.            | Лип.             | Серп.            | Вер.             | Жовт.            | Лист.            | Груд.            | Рік              |
| Абсолютний максимум, °C               | 21,7             | 22,8             | 32,2             | 35,0             | 36,1             | 36,7             | 41,1             | 38,9             | 38,9             | 33,3             | 28,9             | 23,9             | 41,1             |
| Середній максимум, °C                 | 1,2              | 3,3              | 8,2              | 14,9             | 21,0             | 25,4             | 27,9             | 27,1             | 22,8             | 16,8             | 10,5             | 3,7              | 15,2             |
| Середній мінімум, °C                  | −9               | −7,8             | −3,5             | 2,3              | 7,4              | 12,8             | 15,6             | 14,4             | 10,1             | 3,6              | −0,6             | −5,8             | 3,3              |
| Абсолютний мінімум, °C                | −33,9            | −30,6            | −23,3            | −12,8            | −4,4             | 0,6              | 4,4              | 1,1              | −2,8             | −10,6            | −14,4            | −25              | −33,9            |
| Норма опадів, мм                      | 81               | 72               | 94               | 108              | 104              | 112              | 102              | 106              | 107              | 115              | 88               | 95               | 1184             |
| Днів з опадами                        | 10,6             | 8,6              | 11,1             | 12,4             | 12,6             | 11,0             | 10,9             | 10,7             | 9,1              | 10,1             | 9,9              | 10,7             | 127,7            |
| Днів зі снігом                        | 5,4              | 3,7              | 2,6              | ,5               | 0                | 0                | 0                | 0                | 0                | ,1               | ,6               | 3,2              | 16,1             |
| ------------------------------------- | ---------------- | ---------------- | ---------------- | ---------------- | ---------------- | ---------------- | ---------------- | ---------------- | ---------------- | ---------------- | ---------------- | ---------------- | ---------------- |
| Джерело: NOAA (extremes 1893–present) |                  |                  |                  |                  |                  |                  |                  |                  |                  |                  |                  |                  |                  |

## Демографія
Згідно з переписом 2010 року, у селищі мешкало 2130 осіб у 899 домогосподарствах у складі 525 родин. Було 1005 помешкань
Расовий склад населення:
| - 91,0 % — білих - 2,3 % — азіатів - 1,9 % — чорних або афроамериканців - 0,4 % — вихідців з тихоокеанських островів - 0,3 % — корінних американців - 1,4 % — осіб інших рас |

До двох чи більше рас належало 2,6 %. Частка іспаномовних становила 7,9 % від усіх жителів.
За віковим діапазоном населення розподілялося таким чином: 22,8 % — особи молодші 18 років, 64,9 % — особи у віці 18—64 років, 12,3 % — особи у віці 65 років та старші. Медіана віку мешканця становила 38,7 року. На 100 осіб жіночої статі у селищі припадало 100,9 чоловіків;  на 100 жінок у віці від 18 років та старших — 98,2 чоловіків також старших 18 років.
Середній дохід на одне домашнє господарство  становив 51 343 долари США (медіана — 37 241), а середній дохід на одну сім'ю — 59 409 доларів (медіана — 44 509). Медіана доходів становила 35 625 доларів для чоловіків та 34 191 долар для жінок. За межею бідності перебувало 19,2 % осіб, у тому числі 21,3 % дітей у віці до 18 років та 14,8 % осіб у віці 65 років та старших.
Цивільне працевлаштоване населення становило 925 осіб. Основні галузі зайнятості: роздрібна торгівля — 22,7 %, освіта, охорона здоров'я та соціальна допомога — 19,8 %, мистецтво, розваги та відпочинок — 13,1 %, будівництво — 9,9 %.